# Ballet de la Nuit
Ballet de la Nuit (nebo také Ballet royal de la nuit, česky Balet Noci) je francouzský balet (ballet de cour) velkolepého rozsahu. Na jeho tvorbě se podílel kolektiv autorů (Jean-Baptiste Boësset, Jean de Cambefort, Michel Lambert a pravděpodobně i Jean-Baptiste Lully). Veršované libreto sepsal básník Isaac de Benserade a choreografii pro celý balet vytvořil Pierre Beauchamp. Premiéru měl balet 23. února 1653 v Louvre.
Balet sestává ze 4 dějství, které obsahují celkem 43 entrées (vstupů), celková doba představení dosahuje 12 hodin.

## Vznik a první představení
Balet Noci je dvanáctihodinovou alegorickou hrou k oslavě krále, ve které on sám vystupoval (jednalo se o jeho první veřejné vystoupení). Hudba je kolektivní prací autorů Jeana-Baptiste Boësseta, Jeana de Cambeforta, Michela Lamberta, Louise Constantina, Luigiho Rossiho, Francesca Cavalliho a pravděpodobně i Jeana-Baptiste Lullyho, který se v baletu objevil i v několika rolích. Veršované libreto je dílem básníka Isaaca de Benserada (ten se ke dvoru dostal díky kardinálovi Richelieu). Je volně inspirováno klasickou mytologií, a také běžnými činnostmi lidí. Zpracováním náročné choreografie byl pověřen Pierre Beauchamp (později dvorní choreograf ve Versailles).
Balet obsahuje 4 dějství, která jsou rozdělena na 43 vstupů (entrées), z nichž každý představuje určitou scénu (ve které se odehrávají různé životní situace mnoha osob). Celková délka představení proto dosáhla celých 12 hodin. Samotný děj pak obsahuje (ve 2. dějství) svatbu Pelea s Thetis (Ballet des Nopces de Thétis) pojatou jako balet v baletu. Šestý vstup nazvaný Comédie muette d'Amphitryon obsahuje další 4 dějství (s vlastním příběhem, který končí v posledním dějství, před začátkem 3. dějství hl. části).
Premiéru měl Balet Noci 23. února 1653 v Salle du Petit-Bourbon v Louvre (repríz bylo celkem šest: 25. a 27. února, 2., 4., 6. a 16. března 1653). Premiéry se účastnila královna-matka Anna Rakouská a první ministr Francie, kardinál Mazarin.
Kompletní rekonstrukci partitury k baletu dokončil po několika letech studií roku 2015 francouzský skladatel a odborník na barokní hudbu Sébastien Daucé.

## Děj

### 1. dějství
Prvním dějstvím celý děj začíná. Obsahem tototo dějství jsou obvyklé věci, které se odehrávají mezi šestou a devátou hodinou večerní.
Divadelní scéna představuje vzdálenou krajinu u moře se skalami, na které naráží vlny a postupně je pohlcuje šero.
Zazní overtura k baletu.

#### I. vstup

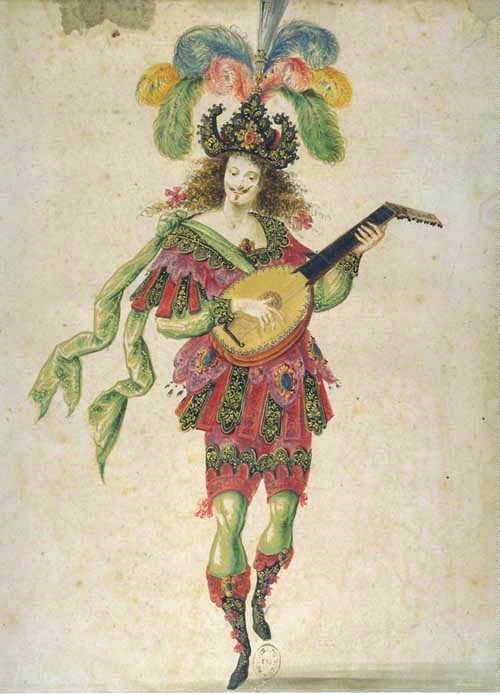
Jeden z kostýmů, který měl během baletu Ludvík XIV. na sobě (Hráč na loutnu)

Slunce (Le Soleil) zapadá, nad světem za chvíli zavládne Noc (La Nuit). Ve voze taženém sovami vstupuje na scénu Noc, která přednáší úvodní monolog, následovaná dvanácti Hodinami (Les Heures), jež na něj odpovídají. Předstupují čtyři z dvanácti Hodin, které představují čtyři části či „vigilie“ (Veilles); dvě z nich (představované králem a Florimondem Bruslartem markýzem de Genlis) recitují vlastní monology.

#### II. vstup
Bůh moře Próteus, syn boha Poseidóna, (Gaston markýz de Roquelaure) se západem slunce svolává do své jeskyně mořské nestvůry, které připlouvají. Když Próteus vystoupí z moře, mění několikrát svou formu.

#### III. vstup
Poté, co Próteus při příchodu noci uzavře mořské nestvůry, připlouvá k němu pět Néreoven z Poseidónovy družiny, aby přijaly Próteovy rozkazy; jedna z nich (Alexandre de Choiseul-Praslin hrabě du Plessis) v monologu opěvuje podivnou krásu mořských tvorů.

#### IV. vstup
Scéna se mění, bůh moře a jeho společníci mizí. Na scéně se za zvuků loveckých rohů objevuje šest lovců. Jsou unaveni a noc je svolává k odpočinku. Lovecký sluha přivádí koně, který nese ně hřbetě skoleného jelena, a přivádí smečku loveckých psů na vodítcích. Jeden z lovců (Alphonse do Créqui hrabě de Canaples) v monologu porovnává vášně lovce s vášněmi vzbuzovanými Amorem.

#### V. vstup
Scéna se opět mění, lovci odcházejí, a na scéně se objevují dva pastýři (jednoho z nich hrál Lully) a dvě pastýřky, kteří se vracejí z pastvin. Cestu přes pole zpět do vsi si zpříjemňují hrou na flétnu a dudy. Jeden z jiných pastýřů (Louis-Marie-Victor d'Aumont markýz de Villequier) si v monologu pochvaluje své prosté povolání.

#### VI. vstup
Scéna se změnila na cestu, na které bandité pod vedením svého kapitána (markýz de Villequier) okrádají cestujícího kupce. Jeden z nich (Louis de Crevant markýz d'Humières) vysvětluje v monologu, že se stal loupežníkem z nešťastné lásky.

#### VII. vstup
Na scéně se objevuje ulice plná krámků. V kočáře přijíždějí dva kavalíři (třináctiletý Filip vévoda z Anjou, bratr krále, a jeho pozdější favorit Armand de Gramont hrabě de Guiche) a dvě kokety, sestupují z něj a vybírají si zboží – stuhy a zavařeniny. První kavalír ve svém monologu naráží na to, že prvorození mají bohatství a moc a na druhorozené zbývá jen zábava; nevázaně mu přizvukují i druhý kavalír a jedna z koket (markýz de Villeroy). Po nějaké době je kočí upozorní, že se připozdívá, a společnost opět odjede. Veselí na ulici, kterého se účastní bohatí měšťané, vojáci i domácí zvířata, pokračuje (jednalo se o komediální vsuvku).

#### VIII. vstup
V osmém vstupu se objevují dva Egypťané a dvě Egypťanky (věštci), kteří chodí od jednoho krámu k druhému, věští budoucnost a odnášejí si různou odměnu. Jeden z Egypťanů (velkokomoří Lous de Lorraine vévoda de Joyeuse) po straně odhaluje pochybnou podstatu svého řemesla, druhý (François Christophe de Lévis Ventadour vévoda de Damville) se holedbá, jaké míval štěstí u žen.

#### IX. vstup
Dva pouliční obchodníčci s trakařem a brouskem na nože se vracejí domů, protože se stmívá; den byl dlouhý, výdělek slabý a mají hlad.

#### X. vstup
Na scéně se opět objevují kupci a začínají zavírat své obchody.

#### XI. vstup
Tři lampáři začínají na ulicích sundávat lampy, rozsvěcet v nich svíce a věšet je zpět. Následuje tanec čtyř luceren (dětští představitelé).

#### XII. a XIII. vstup

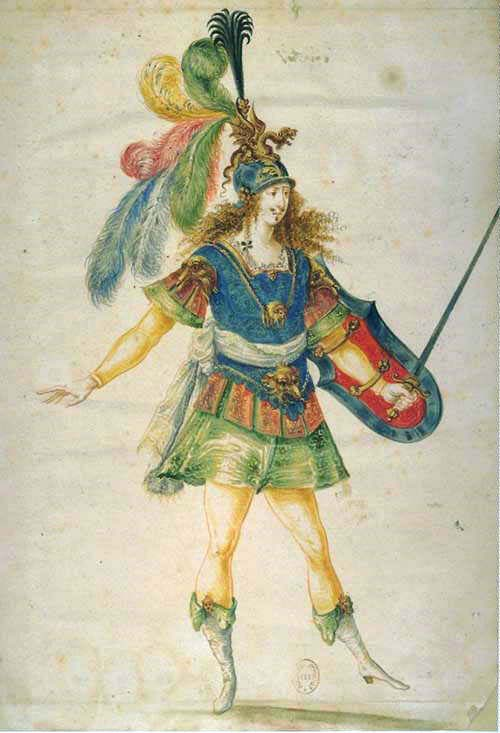
Kostým vojáka. Jeden z kostýmů, které měl Ludvík XIV. během baletu na sobě

Dvě měšťanky se vracejí z města v nosítkách. Dva zloději se k nim nejprve chovají galantně a jedna z měštek (François de Paule de Clermont markýz de Montglas) s nimi laškuje, pak je ale napadnou a okradou, zatímco nosiči uprchnou. Dva vojáci (jednoho z nich hrál Lully) přijdou a připraví zloděje o kořist; měšťanky uprchnou, zatímco mezi zloději a vojáky dojde k bitce.

#### XIV. vstup
Dvůr Zázraků vede jeho mistr (hrál ho Louis Hesselin, superintendant královských zábav), který vychvaluje svůj podnik zvláštního určení („Zde se člověk léčí z tisíce neduhů / dosti příjemnou a snadnou metodou: / přijďte sem, okouzlující krásky / kterým je ctnost na obtíž“). Jako každý večer se zde shromažďují žebráci a mrzáci (jednoho z nich hrál Lully); ti vesele tančí a nakonec hrají pánovi domu posměšnou serenádu.

### 2. dějství
Druhé dějství ihned navazuje na první. Začíná v devět hodin večer a trvá až do půlnoci; představuje „večerní zábavy“ (divertissements du soir). Obsahuje šest vstupů a Ballet des Nopces de Thétis (tzv. balet v baletu).

#### I. vstup
Tři Sudičky (Parcae, Parques), Smutek (la Tristesse) a Stáří (la Vieillesse) tančí tanec znázorňující chaos způsobený stíny a nocí; hovoří o tom, že jejich moc, o níž se málo mluví, je přesto nepřekonatelná.

#### II. vstup
Venuše, bohyně lásky, se však snáší na Zemi, aby Sudičky, Smutek a Stáří zahnala. Ne ona, ale „největší z monarchů“ Ludvík má moc je zahnat, a ona si na pomoc zve svého syna Amora a Hry, Smíchy a bohy Hymena (bůh manželské lásky) a Comuse (bůh hodování). Jedna z her (představovaná Ludvíkem XIV.) Venuši v monologu mírní: největší král světa Venuši uctívá a doufá v její přízeň, více jej však lákají Čest a bůh války Mars a následuje především Ctnost.

#### III. vstup
Dvě pážata připravily taneční sál pro ples. Přichází Roger s Bradamante a posílají pro Medora, Angeliku, Marphise, Ricciardetto a Fleur d'Épine (postavy z renesančních románů).

#### IV. vstup
Ples začíná kurantou (courante) a branlem (branle) ve starém stylu. Jednotlivé postavy mají komické monology: kojná (Antoine Charles de Gramont hrabě de Louvigny) upozorňuje na svou korpulentnost, Medor (Charles de la Porte vévoda de la Meilleraye) na svůj velký nos a Angelika (vévoda de Damville) se má za krásku, byť je poněkud pokročilého věku.

#### V. vstup: Ballet des Nopces de Thétis

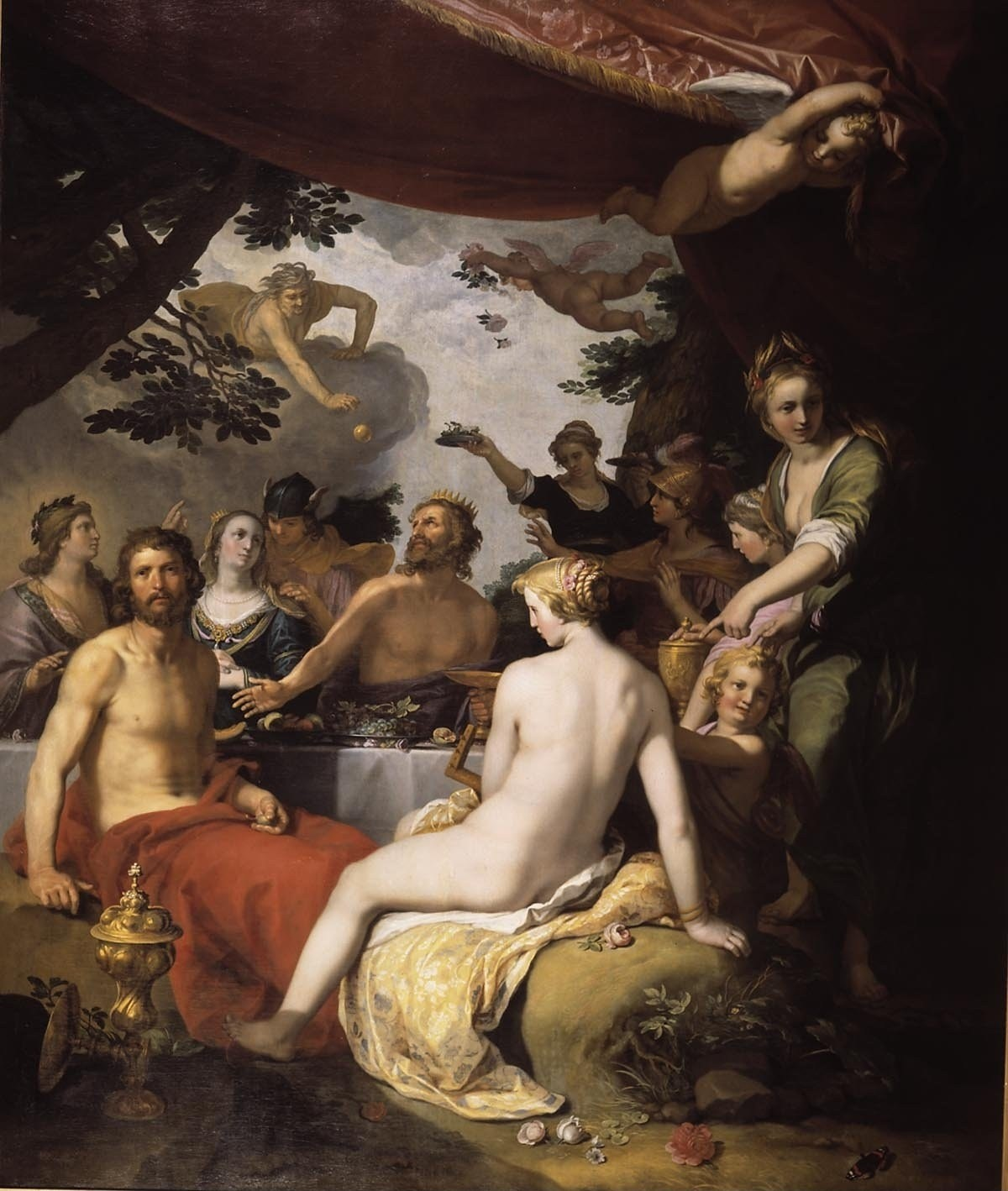
Slavnost bohů: svatba Pélea a Thetidy (Vilém V. Oranžský, 1795, obrazárna Mauritshuis, Haag)

Balet v baletu: Svatba Pélea a Thetidy (Les Nopces de Thétis, Ballet en Ballet).

##### I. vstup
Vbíhá Thetis pronásledovaná Péleem; aby mu unikla, proměňuje se ve zvíře, v kámen a v oheň a plameny. Když se domnívá, že Péleovi unikla, unavena usne. Péleus ji však najde, spoutá a přiměje k tomu, aby po procitnutí souhlasila se sňatkem. Tři Grácie Thetidu odějí do svatebního roucha a učeší, Merkur jako bůh kupců přináší Thetidě ozdoby. Péleus se vrací ve svatebním úboru a odvádí svou milenku.

##### II. vstup
Vulkán a čtyři kyklopové připravují na bezdýmném ohni hostinu.

##### III. vstup
Themis, bohyně zákonného pořádku, bdí nad celým průběhem, Ganymédés a Hébé přinášejí nektar a ambrózii, následováni Dionýsem a Ceres.

##### IV. vstup
Janus a dva satyrové dorazili, aby také pomohli. Setkávají se s Apollónem, který má na starosti smyčcový soubor e je provázen múzami hudby, Kleió, Euterpé a Erató, které se také účastní svatby.

##### V. vstup
Svár (hrabě de Troye) se záměrně pokouší do všeho vnést zmatek.

#### VI. vstup: Comédie muette d'Amphitryon (Pantomima o Amphitryonovi)

##### I. dějství
Amphitryon se připravuje se svým sluhou Sosiem (J.-B. Lully) na odjezd za obchodními záležitostmi; dává přivolat svou manželku Alcmene a loučí se s ní.

##### II. dějství
Jupiter se svěřuje Merkurovi se svou vášní pro Alcmene. Vládce bohu se rozhodne svést ji tak, že na sebe vezme podobu jejího muže. Merkur mu přináší potřebné šatstvo a sám se přemění na Sosieho.

##### III. dějství

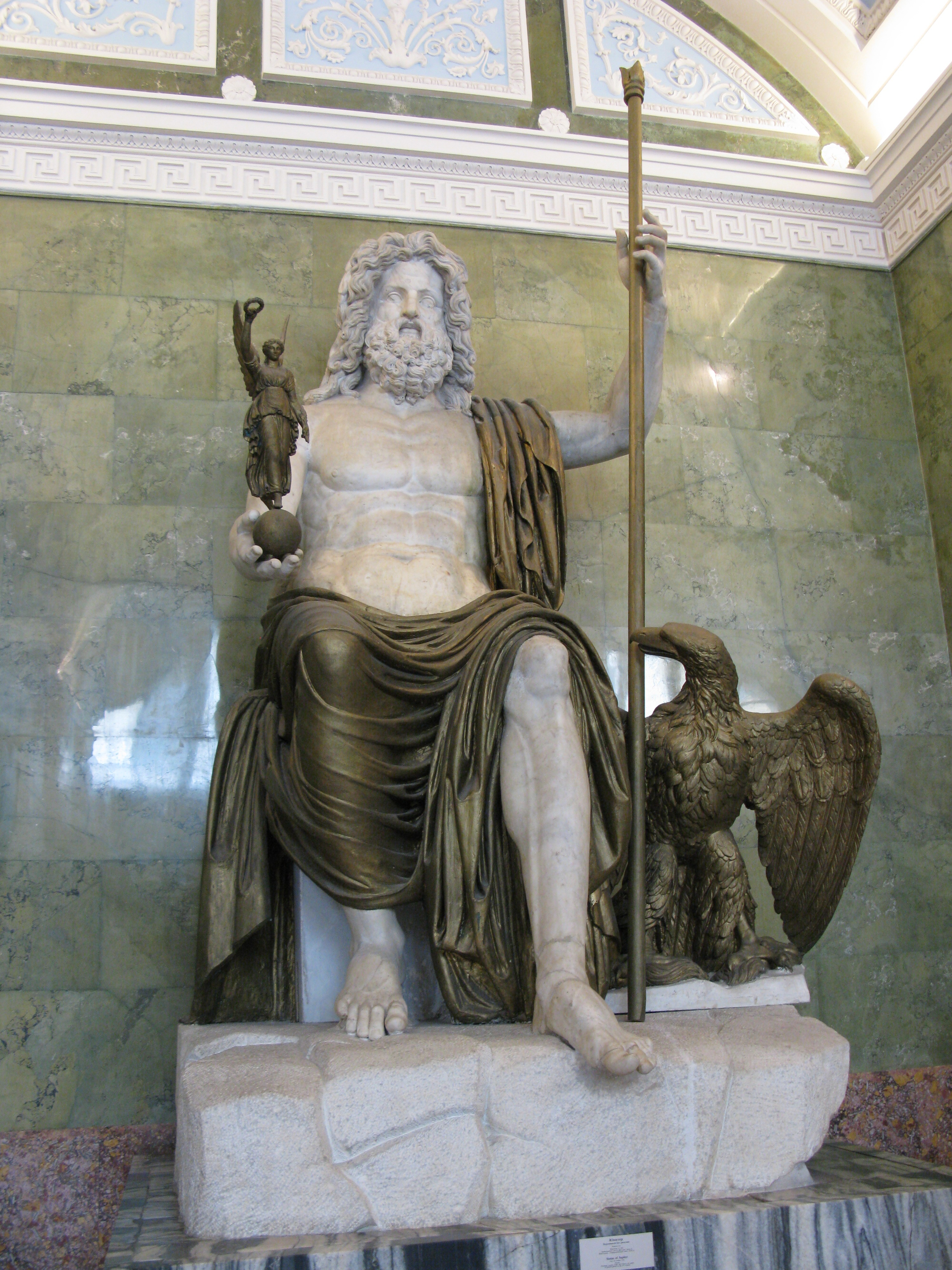
Socha Jupitera

Alcmene se vrací s Bromiou, svou služkou, které si stýská, že jí chybí manžel. Jupiter a Merkur dorazí; Alcmene, oklamána jejich vzhledem, je nadšeně vítá. Jupiter vchází dovnitř, ale Merkur zůstává u dveří.

##### IV. dějství a závěr
Pravý Sosia se vrací ze své cesty a chce se vstoupit do Alcmenina domu, nicméně u vrat jej uvítá dvojník. A když přijde Amphitrion, zahlédne v okně svého domu svou vlastní podobu. Vzniká série zmatků a nedorozumění mezi oběma dvojicemi, jakož i Aclmene a Bromií,. Když pak Blefaro chce všechny ukáznit, dají se Jupiter a Merkur poznat ve své pravé podobě a všichni ostatní jim vzdávají povinnou úctu.
Hra končí sarabandou, hranou na housle a čtyři malé Španělky a jeden Španěl tancují závěrečný tanec.

### 3. dějství
Třetí dějství začíná ihned po druhém, přesně o půlnoci. Trvá pak do tří hodin ráno. Jeho tématem je láska, tajemství a astrologie, jakož i démoni noci.

#### I. vstup
Luna (vévoda de Damville) jede svým vozem, následována hvězdami. Ty ji však chtějí opustit. Chtějí totiž obdivovat krásu Endymióna (monolog Luny: Moi dont les froideurs sont connues...). I Endymión (vévoda de Joyeuse) se ve svém monologu přiznává, že jí dává přednost před všemi hvězdami.

#### II. vstup
Luna, která je zamilovaná do Endymióna, k němu sestupuje z nebe, přistupuje k němu a mrak je zakrývá před pohledem diváků; nastává temná noc.

#### III. vstup
Dva velcí astrologové, Ptolemaios a Zoroaster, pozorují nebe dlouhými čočkami a nevidí Lunu. Napadne je, že byla možná odstraněna nějakým kouzlem. Ptolemaios (hrabě de Saint-Aignan) ve svém monologu přirovnává čtení astrologa z hvězd a čtení milence z očí milované bytosti.

#### IV. vstup
Luna je skrytá, setmělo se a čtyři rolníci mají při pohledu na nebe obavu z hrozící přírodní pohromy. Rozhodnou se, že se o celé záležitosti poradí s astrology.

#### V. vstup

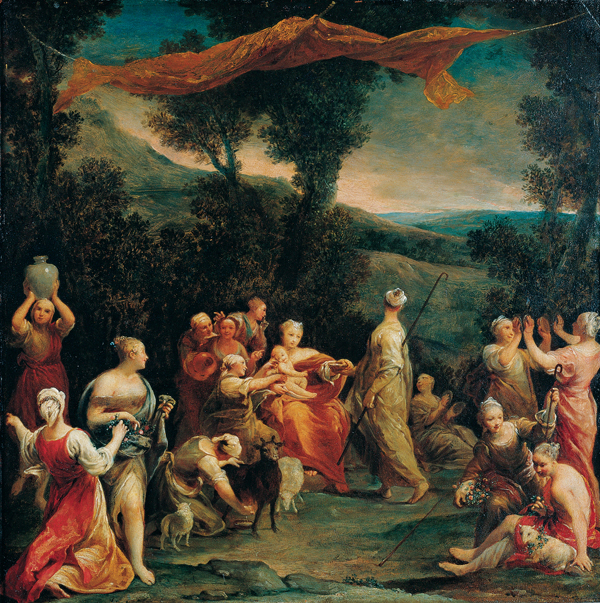
Jupiter mezi Korybanté (malba Giuseppeho Marii Crespiho, 1730, Kimbell Art Museum

Šest Korybantů s kotly, činely a bubny se pokoušejí překonat osud a hlukem přivolat na Lunu, aby se vrátila na nebe. Ta se opravdu vrací poté, co opustila Endymióna.

#### VI. vstup
Osm Ohnivých mužů (Les Ardents) přichází v červených oděvech, pokrytých ohněm, které probleskávají černou nocí. Jeden z nich (Ludvík XIV.) v monologu varuje pocestné před bludnými světly. Jiní (Hrabě de Saint-Agnan, markýz de Villequier, hrabě de Guiche, markýz de Genlis) ve svých monolozích konstruují paralelu mezi lákáním bludných světýlek a neodolatelným vábením Amora a mezi nočním ohněm a ohnivou láskou.

#### VII. vstup
Na kozlu přijíždí velký muž velící osmi malým démonům, kteří následně způsobí paniku; oznamuje, že se na místě bude odehrávat sabat.

#### VIII. vstup
Ze čtyř hlemýždích ulit vylezou trpasličí příšerky, které nakonec odletí vzduchem (dětští účinkující).

#### IX. vstup
Kouzelnice a čtyři staré okřídlené čarodějnice se při sabatu namaží mastí, přičemž v monologu přirovnávají své čarodějné masti ke kosmetickým přípravkům a dámy u dvora k čarodějnicím, které se jejich prostřednictvím chtějí učinit mladšími a krásnějšími, následně odlétají.

#### X. vstup
Šest vlkodlaků – ve dne pastýřů a v noci vlků – běží na sabat.

#### XI. vstup
(Zadní část jeviště se otevře a je vidět samotný sabat.)
Tři zvědavci se chtějí jít podívat blíže. Jeden z nich (Ludvík XIV.) chválí zvědavost ve všech věcech – včetně lásky –, která pomůže zjistit vše, co je třeba k úspěšné a vítězné vládě. Když však zvědavci dorazí na místo sabatu, vše zmizí.

#### XII. vstup
Na scéně je dům v plamenech, zvon zvoní na poplach. Z oken jsou vyhazovány cenné věci, ve zmatku vybíhají polooblečení muži a rozcuchané ženy.

#### XIII. vstup
Dva zloději přicházejí na spáleniště s vědry a háky, jako by chtěli pomoci hasit, ve skutečnosti ale chtějí krást. Lukostřelci Guet royal (bezpečnostní jednotka vytvořená v Paříži v prosinci 1254) je však zadrží a odvedou v poutech.

### 4. dějství
Čtvrté dějství začíná ve tři hodiny ráno a končí východem Slunce v šest hodin ráno. Je věnováno spánku, tichu, snům a probuzení.
Spánek a Ticho jsou na chvíli vyrušeni, protože samotné jméno „největšího krále světa, tak mladého a již tak dokonalého,“ budí každého ze spánku a i ticho samotné musí hovořit o jeho slávě. Pak uléhají u vchodu do jeskyně, z níž vycházejí sny.

#### I. vstup
Čtyři démoni: ohně, vzduchu, vody a země, představují čtyři lidské druhy temperamentu: cholerika, sangvinika, flegmatika a melancholika. Oheň (vévoda z Buckinghamu) vzpomíná na svého otce, který svítil, hřál i podpaloval mnohem více; on sám se spokojí s „dosti mírným plamenem“.

#### II. vstup
Sen cholerika je představován tancem pěti Zuřivců; jeden z nich (Ludvík XIV.) vyhrožuje Španělsku: před mladým rozzuřeným lvem nejsou bezpečné ani jeho palmy, ani jeho ženy. Jiný Zuřivec (vévoda de Joyeuse) svou zuřivost směřuje na dámu svého srdce, další (markýz de Roquelaure) se honosí zuřivostí ve všech směrech, zejména je však zuřivě diskrétní.

#### III. vstup
I další výstup ztělesňuje zuřivost, tentokrát zuřivost v bitvě na příkladu boje tureckých a křesťanských dobrodruhů (jejich náčelníky tančí vévoda de la Meilleraye a markýz de Mirepoix).

#### IV. vstup
Sen sangvinika je reprezentován násilnou vášní. Ixión (markýz de Genlis) pronásleduje Junonu, avšak bezvýsledně; objímá jen pouhý oblak, který považuje za bohyni.

#### V. vstup
Sen flegmatika je vyjádřením strachu a hlouposti. Ubohý Strašpytel (Nicolas de Saintot, vrchní ceremoniář u dvora Ludvíka XIV.) je pronásledován a lekán dvěma Stíny, kterým nemůže nijak uniknout.

#### VI. vstup
Náladu melancholika ztělesňují postavy Básníka a Filozofa. Básník hledá svou milenku, která je postavou jakoby právě vystoupivší z pastorále; Filozofovou milenkou je zase Metempsychóza, žena, která mění podobu.

#### VII. vstup
Sen melancholika dále představují postavy plachých milenců, kteří se přicházejí do věštírny dovědět, co osud chystá jejich vášni. Jeden z nich (James vévoda z Yorku) hovoří o „vyvrácených trůnech a ztracených žezlech“, avšak doufá v pomstu a v návrat monarchie (v Anglii). Ostatní milenci (vévoda z Buckinghamu, hrabě de Vivonne, Charles hrabě de Froulai) mají světštější lásky, po nichž jen s úctou vzdychají; poslední z nich (Philibert rytíř de Gramont) pronáší baladu o ostýchavém a neúspěšném milenci (Fiers ennemis, auteurs de cent trépas).

#### VIII. vstup
Ještě před východem slunce se probouzejí různá řemesla, mezi nimi penězokazci, kteří právě vynášejí své dílo ze sluje. Jeden z nich (Henri de Daillon hrabě de Lude) vzdychá po své milé Phyllis: ona dostane pravé zlato, falešné mince jsou určeny pro oběh…

#### IX. vstup
Dalšími řemeslníky, kteří se budí časně, jsou kováři. Šest kovářů pracuje u kovadliny hned od rozbřesku na zbraních pro armádu krále Ludvíka.
Jitřní hvězda (vévoda z Anjou) vystupuje jako jitřní hvězda, jejíž „záře je mnohem menší než Slunce a mnohem větší než všechno ostatní“. Ač mu osud dává více než najevo, že není první, je se svým postavením stoicky spokojen.

#### X. vstup: Východ Slunce

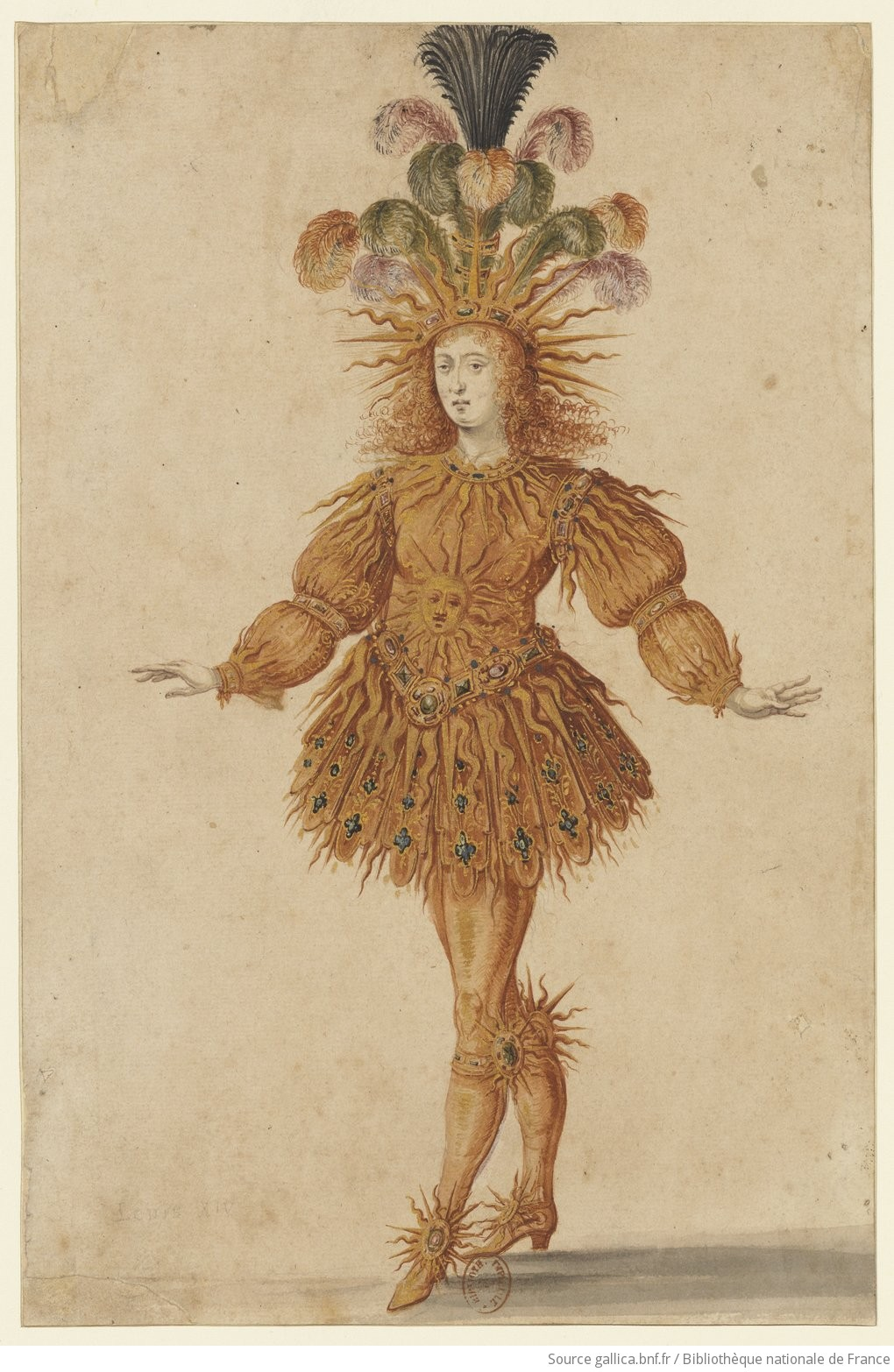
Kostým Apollóna, boha Slunce (Ludvík XIV.)

Aurora se objevuje ve svém voze, obklopena dvanácti Hodinami dne, v doprovodu Rozbřesku drží v rukou urnu s rosou, kterou kropí na Zemi (zpěv Aurory: [...] Le Soleil qui me suit c'est le jeune LOUIS.).
Odchází poté, co vidí vycházet Slunce (Ludvík XIV.), které rozhrnuje mraky a obklopeno Génii vyhlašuje nejlepší a největší světový den. Východ Slunce ukončuje Noc a celý balet končí (Král představující vycházející Slunce: Sur la cime des monts commençant d'éclairer Je commence déjà de me faire admirer [...]).
Géniové: Čest (vévoda z Yorku), Milost (p. de Joyeuse), Láska (vévoda z Damville), Chrabrost (p. de Saint-Aignan), Vítězství (p. de Créquy), Štědrost (p. de Vivonne), Sláva (Renomée, p. de Roquelaure), Velkolepost (p. de Monglas), Stálost (p. le GrandMaistre), Obezřetnost (p. de Villequier), Věrnost (p. de Guiche), Mír (p. Bouquineau), Spravedlnost (p. de Genlis), Střídmost (p. de Villeroy), Věda (p. du Plessis), Shovívavost (p. de Gramont), Výřečnost (hrabě du Lude), Tajemství (p. de Canaple), Zdvořilost (p. de Humières), Bdělost (p. de Froulé), Sláva (p. de Mirepoix).

## OhlasBallet de la Nuitv novodobé kultuře
Scéna z Baletu Noci (konkrétně Východ Slunce) se objevuje ve francouzském historickém filmu Král tančí (franc. Le Roi Danse).
Balet Noci se stal také inspirací pro balet The King Dances choreografa Davida Bintleyho a skladatele Stephena Montaguea, který premiérově uvedl roku 2015 Birmingham Royal Ballet.

## Nahrávky
Balet Noci nebyl až do roku 2018 kompletně nastudován, patrně kvůli jeho délce. Komerčně dostupná nahrávka (od Musica Antiqua Köln a Reinharda Goebela) existuje (v rámci soundtracku pro film Král tančí), obsahuje však pouze overturu a Le Roi représentant le soleils levant.
V roce 2018 byl nastudován celý i se scénickým provedením, avšak s dobou představení zkrácenou na 3 hodiny souborem Ensemble Correspondances pod vedením Sébastiena Daucé.